# ويسترن يونيون
ويسترن يونيون أو شركة الاتحاد الغربي (بالإنجليزية: Western Union)، هي شركة معاملات مالية وخدمة اتصال يقع مقرها الرئيسي في دنفر بكولورادو. كانت تعد أفضل شركات أعمال تحويل التلغراف في الولايات المتحدة، حتى توقفت في عام 2006.
يوجد لدى ويسترن يونيون عدة أقسام،[متى؟] مع منتجات مثل تحويل الأموال من شخص لآخر، والحوالات المالية، والمدفوعات التجارية، والخدمات التجارية.[بحاجة لمصدر]
سيطر ويسترن يونيون، باعتباره مُحتكرا، على صناعة التلغراف الأمريكية في القرنين التاسع عشر والعشرين.

## تاريخ

### القرن ال 19

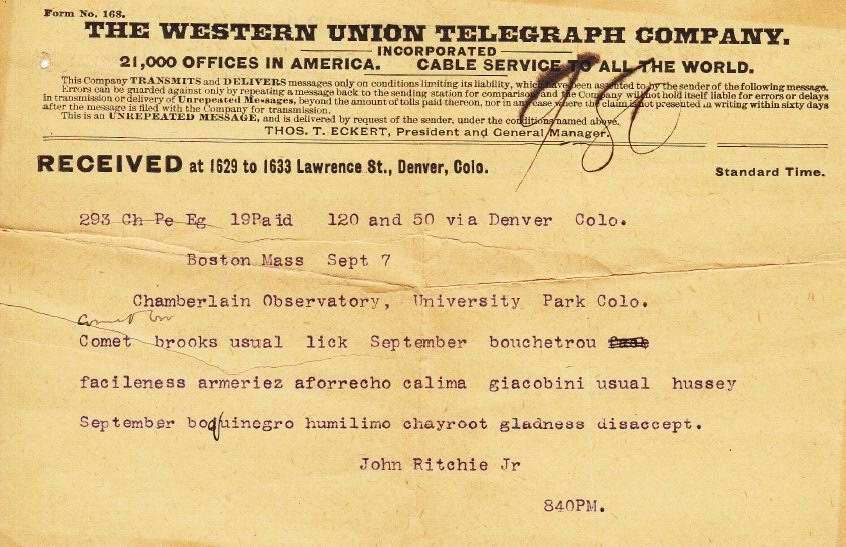
برقية ويسترن يونيون مُرسلة بتاريخ 7 سبتمبر 1896، للإبلاغ عن مواقع مذنبين.

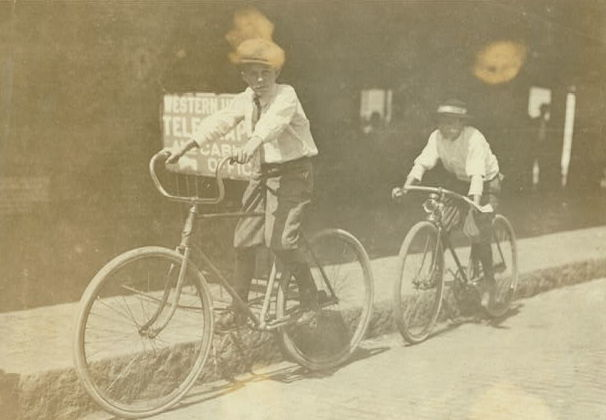
صبي مراسل من ويسترن يونيون يبلغ من العمر 12 عامًا في تامبا (فلوريدا)، سنة 1911

في عام 1851، تم تأسيس شركة نيويورك والمسيسبي للتلغرافات المطبوعة في روتشستر (نيويورك)، بواسطة صموئيل إل. سلدن وحيرام سيبلي وآخرين، بهدف إنشاء نظام تلغراف ضخم واحد مع عمليات موحدة وفعالة. في غضون ذلك، أعاد عزرا كورنيل شراء إحدى شركاته المفلسة وأعاد تسميتها بشركة نيويورك وويسترن يونيون تلغراف. سميت الشركة المندمجة بشركة ويسترن يونيون للتلغراف سنة 1856، بناءً على إصرار كورنيل.
اشترت ويسترن يونيون شركات أصغر بسرعة، وبحلول عام 1860 وصلت خطوطها من الساحل الشرقي إلى نهر المسيسيبي، ومن البحيرات العظمى إلى نهر أوهايو. في عام 1861 افتتحت أول تلغراف عابر للقارات. في عام 1865 شُكّلت شركة التلغراف الروسية الأمريكية في محاولة لربط أمريكا بأوروبا، عبر ألاسكا، إلى سيبيريا، ثم موسكو (تم التخلي عن هذا المشروع في عام 1867). حققت الشركة نموًا هائلاً خلال السنوات القليلة التالية. تحت قيادة الرئيسين جيبثا وايد وويليام أورتن، ارتفعت رسملتها من 385.700 دولار في عام 1858 إلى 41 مليون دولار في عام 1876. كانت الشركة مثقلة بقضايا الأسهم، وواجهت منافسة متزايدة من العديد من الشركات، وخاصة شركة أتلانتيك آند باسيفيك تلغراف - التي اتخذت نفسها على يد الممول جاي غولد في عام 1875.:196–201 في عام 1881 سيطر غولد على ويسترن يونيون.
قدمت ويسترن يونيون أول مؤشر للأسهم في عام 1866، وخدمة الوقت الموحدة في عام 1870. وفي سنة 1871، قدمت الشركة خدمة تحويل الأموال، بناءً على شبكة التلغراف الواسعة الخاصة بها. في عام 1879، تركت ويسترن يونيون أعمال الهاتف، لتسوية دعوى براءة اختراع مع شركة بيل للهواتف. عندما حلّ الهاتف محلّ التلغراف، أصبح تحويل الأموال هو عملها الأساسي.
عندما تم إنشاء مؤشر سوق الأسهم متوسط مواصلات داو جونز لبورصة نيويورك (NYSE) في عام 1884، كانت ويسترن يونيون إحدى الشركات الإحدى عشرة الأصلية التي تم تضمينها. بحلول عام 1900، قامت ويسترن يونيون بتشغيل مليون ميل من خطوط التلغراف وكابلين دوليين تحت سطح البحر.

### القرن ال 20

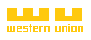
شعار ويسترن يونيون، في الفترة من 1969 إلى 1990

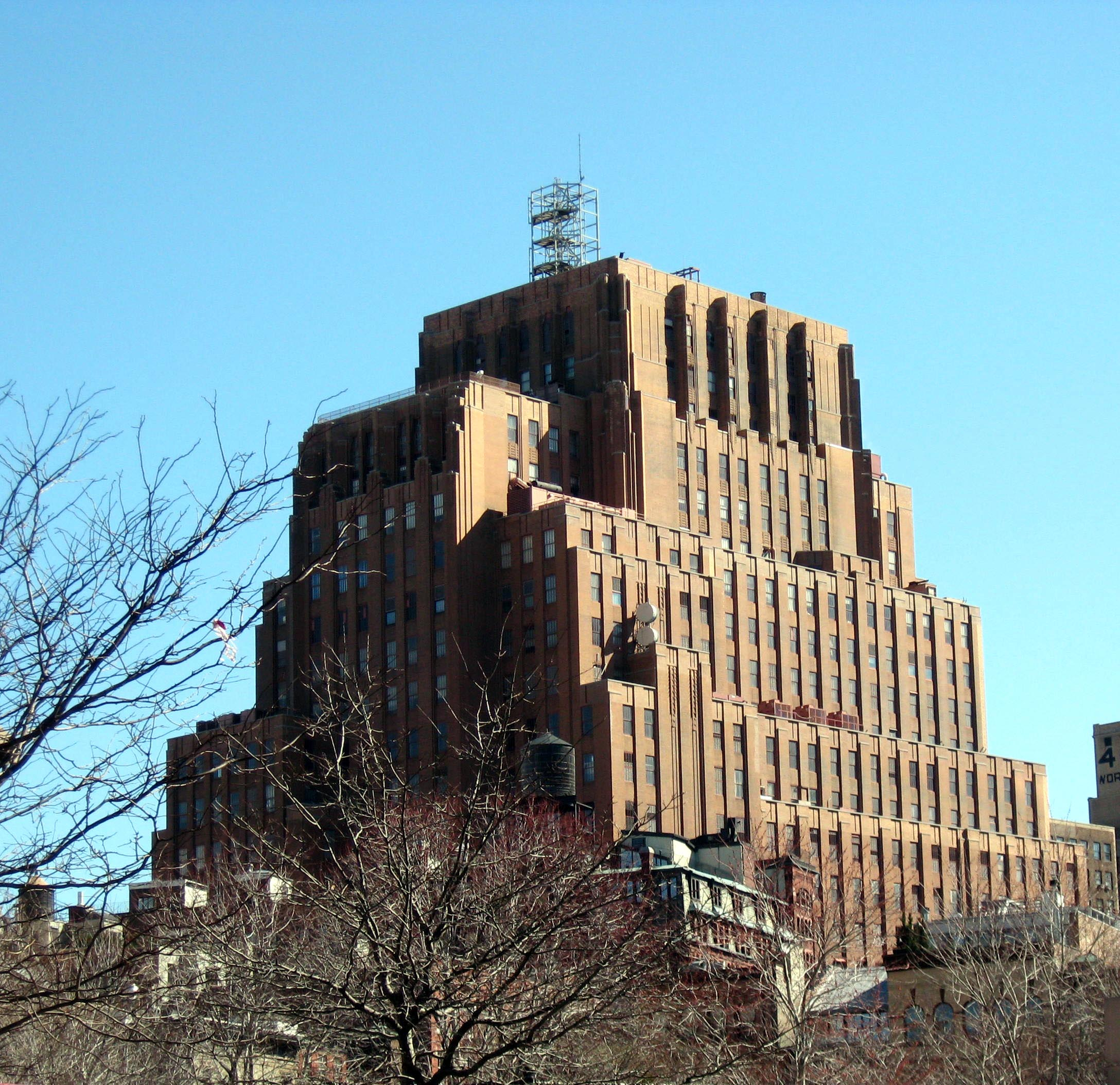
60 شارع هدسون في مانهاتن، كان مقر ويسترن يونيون في أوائل القرن العشرين ومنتصفه

في عام 1913، باعت شركة إيه تي آند تي أسهمها في ويسترن يونيون، وذلك بموجب قانون شيرمان لمكافحة الاحتكار لعام 1890.
استمرت الشركة في النمو، واكتسبت أكثر من 500 منافسا أصغر. اكتملت قوتها الاحتكارية تقريبًا في عام 1943 عندما اشترت شركة (Postal Telegraph، Inc)، منافستها الرئيسية.[بحاجة لمصدر]
في عام 1914، عرضت ويسترن يونيون أول بطاقة الشحن للمستهلكين. في عام 1923 أدخلت مبرقة كاتبة عن بعد لربط فروعها، والفاكس بين المدن في عام 1935، واتصالات الموجات الميكروية بين المدن في عام 1943.[بحاجة لمصدر] في عام 1958، بدأت في تقديم خدمة التلكس للعملاء في مدينة نيويورك. تكريما لعيد الحب عام 1959، قدمت ويسترن يونيون علبة كانديغرام، وهي علبة شوكولاتة مصحوبة ببرقية ظهرت في إعلان تجاري مع دون ويلسون. في عام 1964، بدأت ويسترن يونيون نظام موجات ميكروية عابر للقارات ليحل محل الخطوط الأرضية.[بحاجة لمصدر]
خلال الحرب العالمية الثانية، كانت العائلات التي لديها رجال في الخدمة العسكرية تخشى من وصول رسول من ويسترن يونيون، والذي قد يكون يحمل إشعار الوفاة.[بحاجة لمصدر]

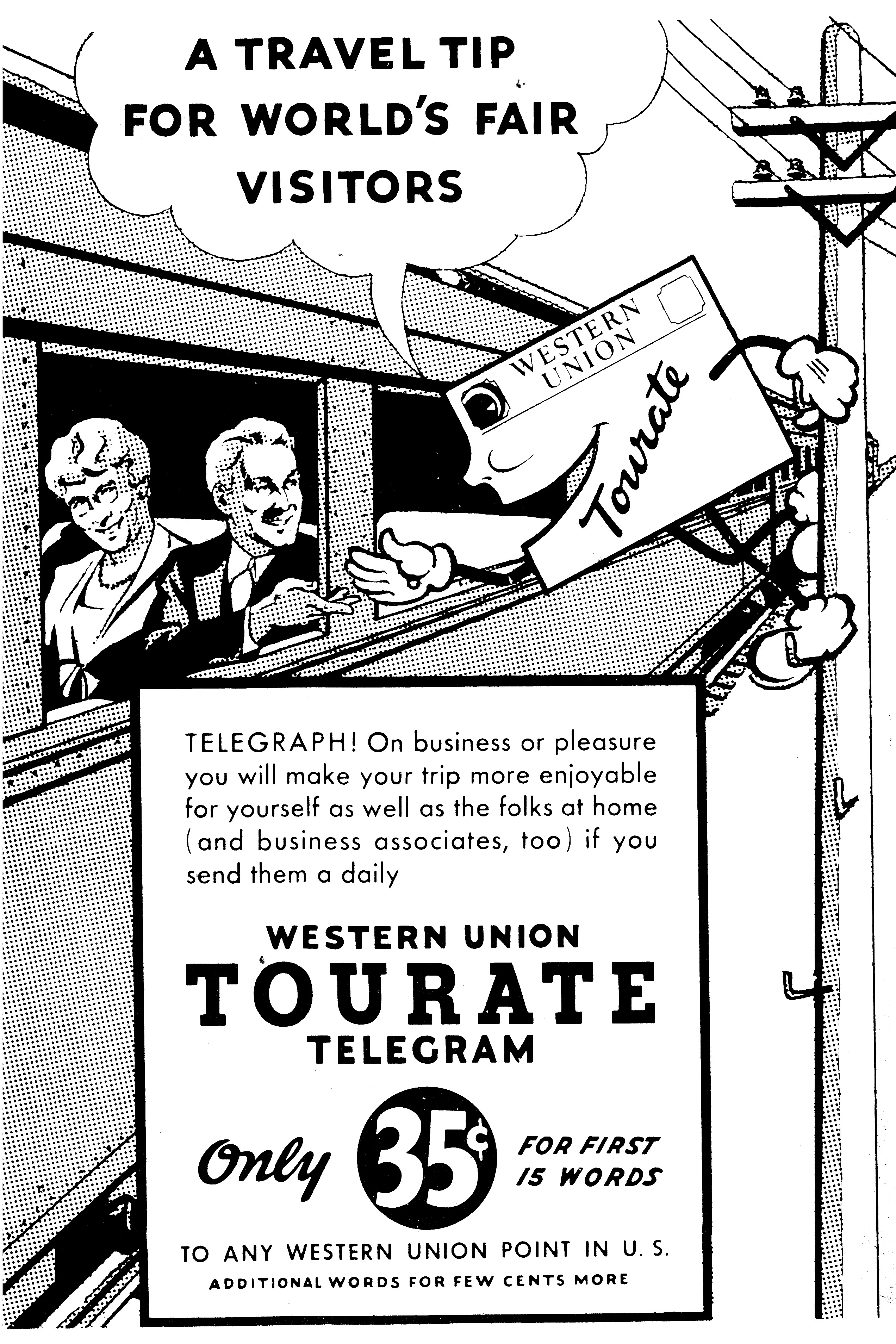
إعلان لخدمة برقية ويسترن يونيون "Tourate" عام 1939

أصبحت ويسترن يونيون أول شركة اتصالات أمريكية تحافظ على أسطولها الخاص من مدار أرضي جغرافي متزامن، بدءًا من عام 1974. وكان أسطول الأقمار الصناعية، المسمى (Westar)، ينقل الاتصالات داخل شركة ويسترن يونيون لبيانات رسائل التلغرام والبريد إلى مكاتب ويسترن يونيون في جميع أنحاء البلاد. كما تعاملت مع حركة المرور لخدمات تلكس وTWX («تلكس 2»). كما استأجرت شركات أخرى أجهزة الإرسال والاستقبال الخاصة بأقمار ويستار لنقل الفيديو والصوت والبيانات والفاكس.
في عام 1963، نظمت ويسترن يونيون خصائص نظام الكابلات الدولية وحقها في ربط خطوط التلغراف الدولية بشركة منفصلة تسمى ويسترن يونيون إنترناشونال (WUI)، والتي قامت بتجريدها في ذلك العام إلى شركة الأوراق المالية الأمريكية. في عام 1967، قامت ويسترن يونيون بإطلاق سوق الأوراق المالية. في عام 1979 تم بيعها لشركة زيروكس مقابل 207 مليون دولار في المخزون. باعت زيروكس ويسترن يونيون في عام 1981 مقابل 185 مليون دولار نقدًا لشركة (MCI Communicationsm)، التي أعادت تسميتها (MCI International)، ونقل مقرها الرئيسي من مدينة نيويورك إلى راي بروك.[بحاجة لمصدر]
في سبعينيات القرن الماضي، تم تركيب ويسترن يونيون وتأجيرها إلى وزارة الدفاع الأمريكية المخصصة لمرافق اتصالات عالية السرعة بسرعة 50 كيلوبت في الثانية بين الولايات الأمريكية المتجاورة وهاواي وألمانيا والمملكة المتحدة لتوفير سرير اختبار لوكالة مشاريع الأبحاث المتقدمة التابعة لوكالة مشاريع البحوث المتطورة الدفاعية (داربا). قدم سرير الاختبار هذا دليلاً على مفهوم تقنية تبديل الرزم التي أصبحت فيما بعد الإنترنت.
بسبب انخفاض الأرباح وتزايد الديون، بدأت ويسترن يونيون في سحب أصولها القائمة على الاتصالات السلكية واللاسلكية في أوائل الثمانينيات. بسبب إلغاء القيود في ذلك الوقت، بدأت ويسترن يونيون في إرسال الأموال إلى خارج البلاد، وأعادت ابتكار نفسها على أنها «أسرع طريقة لإرسال الأموال في جميع أنحاء العالم» وتوسيع مواقع وكلائها دوليًا.

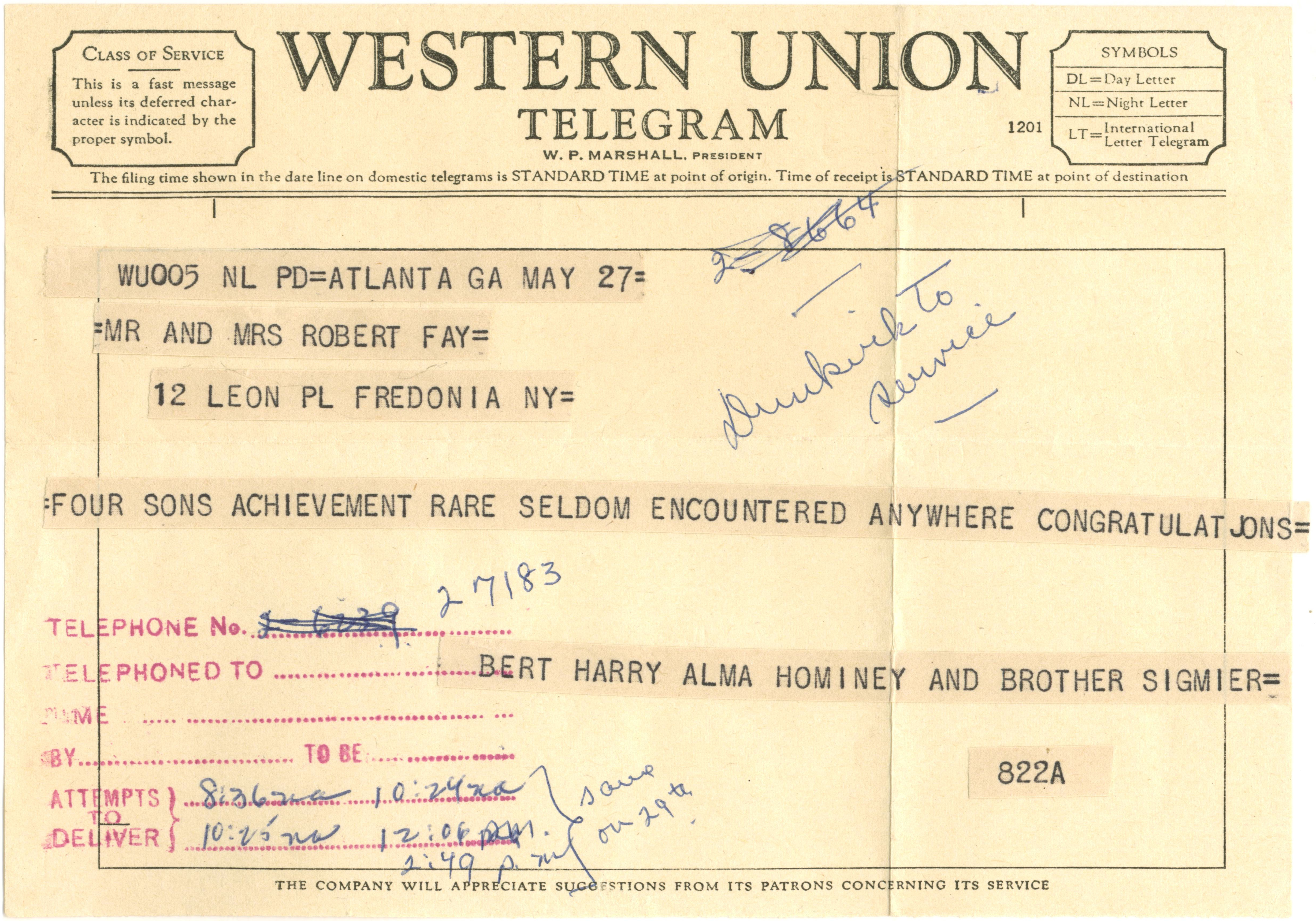

في عام 1987، حصل المستثمر بينيت إس ليبو على السيطرة على ويسترن يونيون من خلال عملية خارج الفصل 11 والتي كانت عبارة عن إعادة رسملة معقدة. كانت الصفقة مدعومة بإجمالي 900 مليون دولار من السندات ذات العائد المرتفع والأسهم المفضلة التي تم الاكتتاب بها من قبل مجموعة مايكل ميلكن في دريكسيل بورنهام لامبرت كجزء من عرض التبادل. عين ليبو روبرت جيه أمان كرئيس ومدير تنفيذي قاد إعادة هيكلة إستراتيجية وتشغيلية وميزانية عمومية كاملة للشركة على مدى السنوات الست المقبلة.
نفذ روبرت أمان إستراتيجية لإعادة توجيه ويسترن يونيون من كونها مزود خدمات اتصالات قائم على الأصول، مع أعمال تحويل الأموال كجزء كبير ولكن أقل أهمية من الأعمال، إلى كونها مزودًا لخدمات تحويل الأموال المالية المستندة إلى المستهلك. وهكذا، أدار روبرت الشركة كشركتين منفصلتين. تتألف إحدى الأعمال من أعمال تحويل الأموال، والتي تم تمويلها وتشغيلها للاستفادة من فرص النمو الكبيرة. تتألف الوحدة الثانية من جميع أصول الاتصالات غير الإستراتيجية مثل شبكة الصوت التناظرية طويل المسافة وأعمال الأقمار الصناعية وأصول الكابلات البحرية. في فترة الثلاث سنوات حتى عام 1990، تم دعم أمان من قبل روبرت شريسهايم، الذي عيّنه ليبو أيضًا، كمستشار خاص أشرف على تصفية أصول الاتصالات غير الاستراتيجية الأربعة بحوالي 280 مليون دولار.

## خدمات

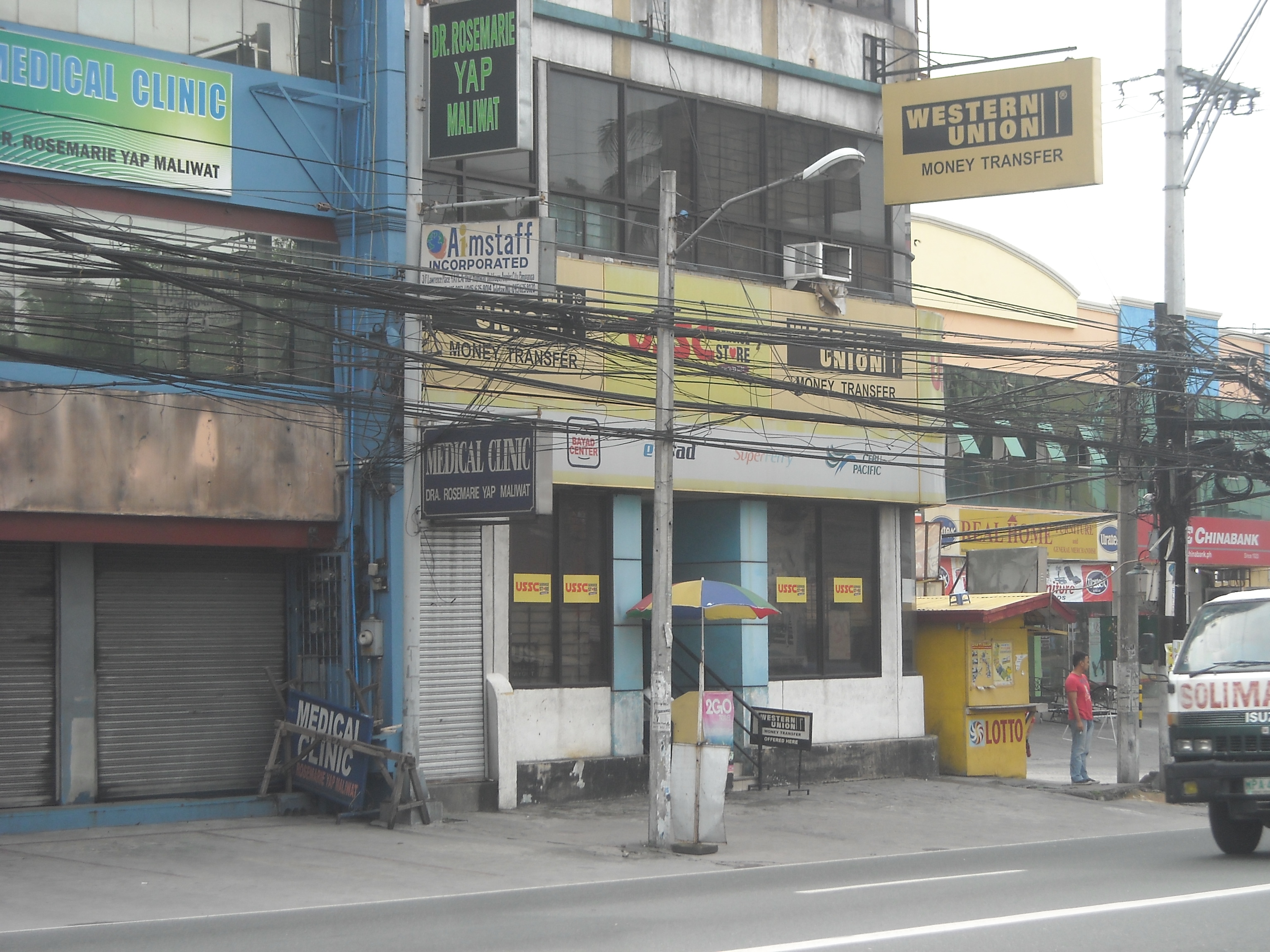
محلّ ويسترن يونيون في انجلس بالفلبين

### عبر الإنترنت
يسمح موقع (Westernunion.com) على الويب للمستخدمين بإرسال الأموال واستلامها للآخرين، ودفع الفواتير، وتحديد مواقع ويسترن يونيون، وتتبع التحويلات، وشراء بطاقات هدايا ويسترن يونيون (NetSpend).

### بيدباي
عندما أصبحت الإنترنت ساحة للتجارة في مطلع الألفية، بدأت ويسترن يونيون خدماتها عبر الإنترنت. تمت إعادة تسمية بيدباي (BidPay) باسم «مدفوعات مزاد ويسترن يونيون» في عام 2004 قبل إعادة تسميتها باسم بيدباي. أوقفت بيدباي عملياتها في 31 ديسمبر 2005، وتم شراؤها مقابل 1.8 مليون دولار أمريكي في مارس 2006 بواسطة (CyberSource Corp). الذي أعلن عن نيته إعادة إطلاق بيدباي. تم إيقاف بيدباي لاحقًا بواسطة (CyberSource) اعتبارًا من 31 ديسمبر 2007.

### ويسترن يونيون موبايل
في أكتوبر 2007، أعلنت ويسترن يونيون عن خطط لتقديم خدمة تحويل الأموال عبر الهاتف المحمول مع الجمعية الدولية لشبكات الهاتف المحمول، وهو اتحاد تجاري عالمي يمثل أكثر من 700 مشغل للهاتف المحمول في 218 دولة ويغطي 2.5 مليار مشترك في خدمات الهاتف المحمول.
يوفر انتشار الهواتف المحمولة في الاقتصادات المتقدمة والنامية جهازًا استهلاكيًا يمكن الوصول إليه على نطاق واسع وقادر على تقديم خدمات مالية متنقلة تتراوح من الإخطارات النصية المرتبطة بخدمات توصيل النقود من ويسترن يونيون إلى خيارات التحويلات عبر الهاتف. ستعمل خدمة تحويل الأموال عبر الهاتف المحمول من ويسترن يونيون على ربط منصتها الأساسية لتحويل الأموال إلى منصات البنوك الخلوية أو المحفظة الرقمية التي تقدمها شركات تشغيل الهاتف المحمول أو المؤسسات المالية المنظمة محليًا.

### اتصال ويسترن يونيون
أطلقت الشركة خدمة اتصال ويسترن يونيون في أكتوبر 2015، بعد اتفاقيات الشراكة مع تطبيقات المراسلة الفورية الرئيسية وي تشات وفايبر. تتيح الشراكة لمستخدمي وي تشات إرسال ما يصل إلى 100 دولار إلى الصين والولايات المتحدة و 200 دولة أخرى، بينما يمكن لمستخدمي فايبر إرسال ما يصل إلى 100 دولار مقابل 3.99 دولارًا أمريكيًا بالإضافة إلى رسوم سعر الصرف، مع زيادة هذه الرسوم الثابتة، يتم إرسال المزيد من الأموال، بحد أقصى 499 دولارًا.

### إرسال واستلام الأموال
يمكن إرسال الأموال عبر الإنترنت أو شخصيًا في مواقع وكلاء ويسترن يونيون. يمكن تحصيل المبالغ النقدية شخصيًا في أي موقع آخر لوكيل ويسترن يونيون في جميع أنحاء العالم من خلال تقديم رقم مراقبة تحويل الأموال (MTCN) المكون من 10 أرقام، وتحديد الهوية. في بعض الحالات، يمكن استخدام سؤال وجواب سريين بدلاً من تحديد الهوية.

### الخدمات السابقة

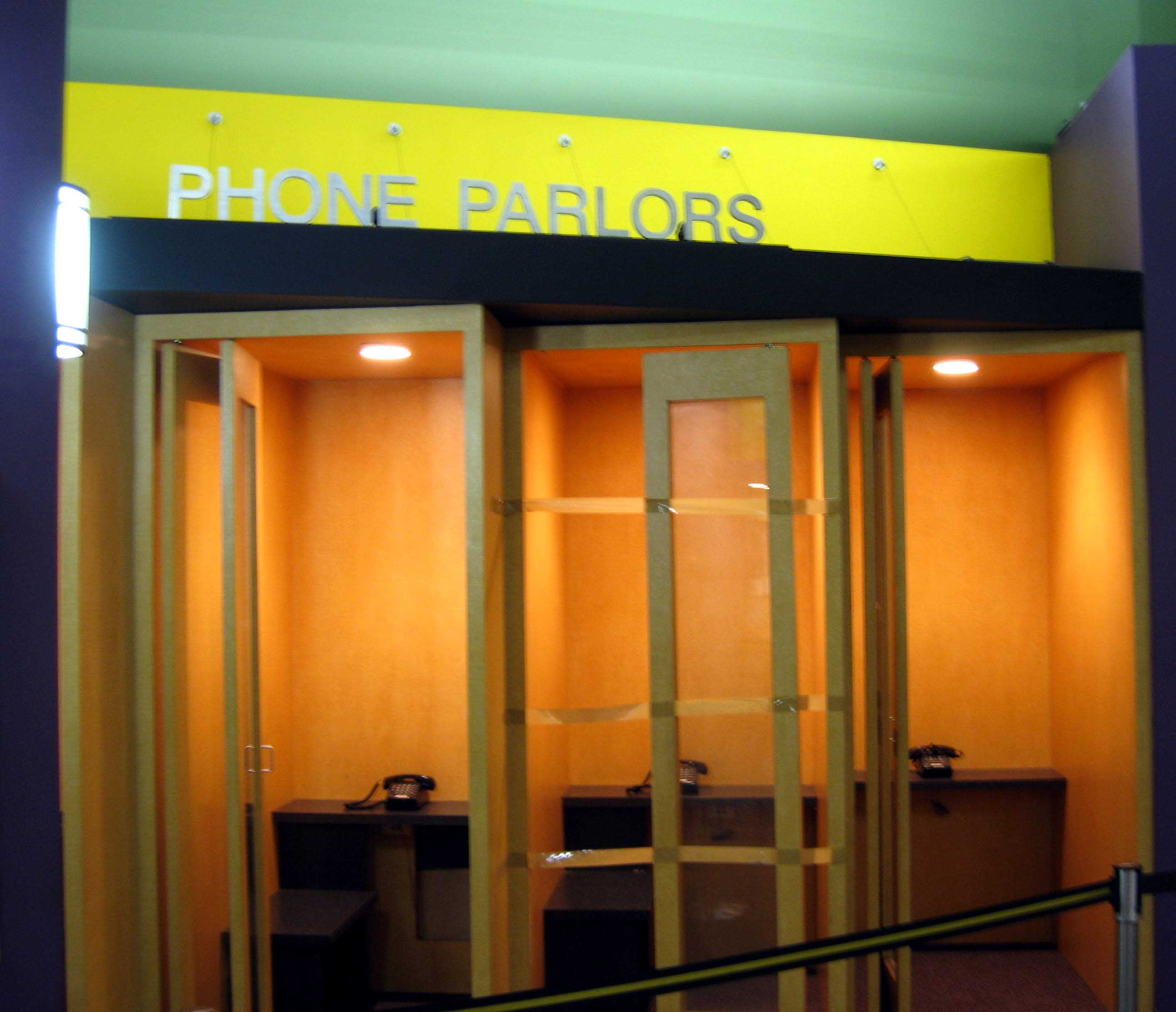
صالات هاتف ويسترن يونيون بالقرب من ميدان التايمز، سنة 2008

إلى جانب الاتصالات عبر الأقمار الصناعية، كانت ويسترن يونيون نشطة أيضًا في أشكال أخرى من خدمات الاتصالات:
- شبكات اتصالات الأعمال مثل تليكس، التي تم الحصول عليها من التليفون والتلغراف الأمريكي وأعيدت تسميتها تلكس 2 بواسطة ويسترن يونيون
- دوائر الاتصالات الصوتية والبيانات المستأجرة من الخطوط الأرضية
- خدمة الهاتف لمسافات طويلة
- خدمة الهاتف الراديوي الجوي - الأرضي من 1981 إلى 1986
- خدمة الهاتف الخلوي لفترة قصيرة في أوائل الثمانينيات (تم تصنيع الهواتف بواسطة شركة تصنيع راديو مزدوج المسار)

تم إيقاف معظم هذه الخدمات من قبل ويسترن يونيون في أواخر الثمانينيات بسبب نقص الربحية، حيث تم تجريد أقسام الشركة التي تقدم الخدمات المذكورة وبيعها لشركات أخرى، مثل بيع أسطول ويسترن يونيون للأقمار الصناعية وخدماته إلى شركة طائرات هيوز، وبيع خدمة (Airfone) الخاصة بويسترن يونيون إلى شركة الهاتف والإلكترونيات العامة (GTE) في عام 1986.

## الرعاية
ترعى ويسترن يونيون عالميًا العديد من الأحداث المجتمعية التي تساعد في دعم مجتمعات الشتات التي تستخدم خدمة تحويل الأموال العالمية. كما قامت برعاية العديد من أحداث الدفع لكل عرض دبليو دبليو إي وورلد تشامبيونشيب ريسلينغ. قامت برعاية الدوري الأوروبي من 2012 حتى 2015.
تتبرع مؤسسة فيرست داتا ويسترن يونيون بالمال للأعمال الخيرية على مستوى العالم. بعد زلزال وتسونامي المحيط الهندي 2004، تبرعت المؤسسة بمبلغ 1,000,000 دولار أمريكي لجهود الإغاثة.
أعلن دنفر ناغتس من الـإن بي إيه عن صفقة مدتها ثلاث سنوات تجعل ويسترن يونيون راعي الفريق، بدءًا من موسم 2017–18.
أعلن نادي ليفربول في 9 أغسطس 2017 أن ويسترن يونيون ستصبح أول راعيا للكم، بداية من موسم 2017-18، حيث وقع النادي صفقة بقيمة 25 مليون جنيه إسترليني لمدة 5 سنوات.

## السلوك المعادي للمنافسة
تم اتهام ويسترن يونيون بالانخراط في سلوك مناهض للمنافسة في أفريقيا نتيجة لقلة المنافسة في القارة. وفقًا لتقرير صادر عن معهد التنمية الخارجية، فإن هذا يسمح لـويسترن يونيون بتضخيم رسومها بشكل مصطنع لتحويل الأموال، وفرض ما يُسمى «رسوم إفريقيا» بنسبة 8٪ باستمرار «تُطبق في جميع البلدان بغض النظر عن حجم السوق والتنظيم التكاليف أو مخاطر السوق.» ومع ذلك، يمكن أن تصل الرسوم إلى 10٪ أو أكثر، حسب المنطقة. لا يزال سوق التحويلات في إفريقيا هو الأغلى في العالم، وتشير التقديرات إلى أن المنطقة تتكبد تكاليف زائدة تتراوح من 1.4 مليار دولار إلى 2.3 مليار دولار سنويًا نتيجة لرسوم التحويلات المرتفعة.
كما تعرضت الشركة لانتقادات لاستخدامها اتفاقيات حصرية مع البنوك في البلدان التي تتلقى تحويلات، وتقييد المنافسة وإلحاق الضرر بالمستهلك، من خلال مطالبة المستهلك بإجراء المعاملات عبر البنوك المعينة. يسمح هذا أيضًا بفرض رسوم معاملات أعلى من المتوسط.
في فبراير 2016، تم استجواب ويسترن يونيون من قبل منظم مكافحة الاحتكار في الاتحاد الأوروبي عبر شبكة الوكلاء التابعة لها لتحديد ما إذا كانت الشركة قد تواطأت مع البنوك لطرد المنافسين الأصغر من سوق تحويل الأموال.[بحاجة لتوضيح]

## وصلات خارجية
- الموقع الرسمي